# Partecipanti al Tour de France 1909
Qui di seguito viene riportato l'elenco dei partecipanti al Tour de France 1909.

## Corridori per squadra
Nota: R ritirato, NP non partito, FT fuori tempo massimo, S squalificato
| Nil-Supra       | Nil-Supra            | Nil-Supra       | Isolati | Isolati             | Isolati | Isolati | Isolati            | Isolati |
| --------------- | -------------------- | --------------- | ------- | ------------------- | ------- | ------- | ------------------ | ------- |
| 1               | Édouard Wattelier    | R 1ª            | 113     | Charles Delarbre    | R 3ª    | 183     | Auguste Denizot    | 35º     |
| 2               | Henri Cornet         | R 4ª            | 116     | Louis Delhumeau     | R 2ª    | 184     | Emile Moulin       | R 1ª    |
| 32              | Augustin Ringeval    | R 12ª           | 117     | Georges Woiron      | R 11ª   | 185     | Amédée Dutiron     | 25º     |
| 33              | Jules Deloffre       | 16º             | 118     | Georges Devilly     | 55º     | 186     | Aldo Bettini       | 10º     |
| 34              | René Derche          | R 3ª            | 120     | Frédéric Jardin     | R 2ª    | 187     | Pierre Desvages    | R 6ª    |
| 35              | Ernest Ricaux        | R 3ª            | 121     | Frédéric Rigaux     | R 1ª    | 188     | Edmond Laborde     | R 6ª    |
| Alcyon-Dunlop   | Alcyon-Dunlop        | Alcyon-Dunlop   | 122     | René Chaude         | 33º     | 189     | Joseph Troller     | NP 4ª   |
| 3               | Cyrille Van Hauwaert | 5º              | 123     | Henri Evesque       | R 4ª    | 190     | Etienne Lempereur  | R 3ª    |
| 4               | Louis Trousselier    | 8º              | 124     | Antoine Gregory     | R 4ª    | 191     | Alfred Faure       | 13º     |
| 5               | François Faber       | 1º              | 126     | Ferdinand Payan     | R 10ª   | 192     | Albert Guillot     | R 4ª    |
| 6               | Gustave Garrigou     | 2º              | 127     | Léon Rabot          | 22º     | 196     | Auguste Dufour     | 36º     |
| 7               | Paul Duboc           | 4º              | 128     | Paul Boillat        | 31º     | 197     | Armand Champeaux   | R 3ª    |
| 8               | Jean Alavoine        | 3º              | 129     | Jean Meziere        | R 1ª    | 198     | Alfred Guidez      | 54º     |
| Biguet-Dunlop   | Biguet-Dunlop        | Biguet-Dunlop   | 130     | André Herbelin      | 44º     | 199     | Paul Tixide        | R 3ª    |
| 9               | Octave Lapize        | R 4ª            | 131     | Auguste Charpentier | R 4ª    | 202     | Anton Jaeck        | R 1ª    |
| 10              | Frédéric Saillot     | R 12ª           | 132     | Paul Pietrois       | 49º     | 203     | Eloi Guichard      | R 3ª    |
| 11              | Charles Cruchon      | R 12ª           | 133     | Noël Combelles      | R 11ª   | 204     | Lucien Roquebert   | R 3ª    |
| 36              | Odile Defraye        | R 2ª            | 134     | François Lafourcade | R 9ª    | 205     | Louis Lavalette    | R 4ª    |
| 37              | François Leclerc     | R 2ª            | 135     | Lucien Barroy       | R 3ª    | 208     | Amleto Belloni     | 32º     |
| Le Globe        | Le Globe             | Le Globe        | 137     | Antoine Faure       | 37º     | 212     | Henri Alavoine     | 30º     |
| 13              | Georges Fleury       | 12º             | 138     | Maurice Pardon      | R 12ª   | 214     | Maurice Petit      | NP 4ª   |
| 14              | Julien Maitron       | 11º             | 139     | Edmond Tavenet      | R 4ª    | 216     | Emile Lachaise     | 20º     |
| 15              | Constant Menager     | 7º              | 143     | Léon Roullin        | R 6ª    | 219     | Jules Fremont      | R 11ª   |
| 16              | Julien Gabory        | R 4ª            | 144     | Eugène Christophe   | 9º      | 222     | Pierre Langlade    | 26º     |
| 30              | Lucien Pothier       | R 2ª            | 146     | Lucien Leman        | 21º     | 223     | Fernand Lallement  | R 2ª    |
| 31              | Léon Lannoy          | NP 4ª           | 148     | Eugène Ventresque   | R 3ª    | 224     | Henri Ganne        | R 4ª    |
| Atala-Dunlop    | Atala-Dunlop         | Atala-Dunlop    | 150     | Camille Mathieu     | 47º     | 225     | Alexandre Gilles   | R 11ª   |
| 17              | Luigi Ganna          | R 3ª            | 151     | Louis Constant      | R 4ª    | 227     | André Blaise       | R 3ª    |
| 18              | Luigi Chiodi         | R 3ª            | 153     | Auguste Joos        | R 3ª    | 228     | Christophe Laurent | R 2ª    |
| 27              | Cesare Brambilla     | R 3ª            | 154     | Joseph Habierre     | 17º     | 229     | André Gerard       | R 3ª    |
| Legnano-Pirelli | Legnano-Pirelli      | Legnano-Pirelli | 155     | Alfred Vaidis       | 29º     | 230     | Eugène Moura       | R 6ª    |
| 20              | Carlo Galetti        | R 3ª            | 156     | Henri Ory           | 52º     | 231     | Ernest Fraisse     | R 11ª   |
| 21              | Giovanni Rossignoli  | R 2ª            | 157     | Ernest Gilioli      | R 4ª    | 232     | Ernest Goujon      | 53º     |
| 22              | Clemente Canepari    | R 3ª            | 158     | Rodolphe Meili      | 39º     | 233     | Henri Anthoine     | 51º     |
| 23              | Mario Gaioni         | 14º             | 159     | Jean Perruca        | 45º     | 234     | Charles Ponscarme  | NP 4ª   |
| 24              | Giovanni Marchese    | NP 3ª           | 160     | Charles Ponson      | 48º     | 235     | François Roche     | 42º     |
| 25              | Attilio Zavatti      | 15º             | 161     | Ernest Paul         | 6º      | 236     | Alvise Pisoni      | R 3ª    |
| Felsina         | Felsina              | Felsina         | 162     | Lucien Grejaud      | R 3ª    | 237     | Albert Chartier    | R 11ª   |
| 28              | Augusto Pasquali     | R 11ª           | 164     | Louis Gardent       | 40º     | 238     | Joseph Leblanc     | 34º     |
| 29              | Romano Puglioli      | R 3ª            | 166     | Joseph Beaugendre   | R 3ª    | 239     | M. Parel           | NP 4ª   |
| 38              | Ezio Corlaita        | R 7ª            | 167     | Hyppolite Veyssier  | R 10ª   | 240     | Marcel Hugot       | R 1ª    |
| 39              | Ildebrando Gamberini | 18º             | 168     | Robert Lecointe     | 24º     | 242     | Augusto Rho        | R 3ª    |
| 40              | Angelo Magagnoli     | 27º             | 169     | René Fleury         | R 12ª   | 244     | Gabriel Magnant    | R 1ª    |
| 41              | Mario Neri           | R 3ª            | 170     | Léopold Dussuchet   | R 4ª    | 247     | Georges Oudin      | 23º     |
| Isolati         | Isolati              | Isolati         | 172     | Eugène Merville     | R 6ª    | 249     | Louis Faudon       | R 12ª   |
| 102             | Alfred Le Bars       | 19º             | 173     | Charles Lajus       | NP 4ª   | 250     | Georges Nemo       | R 1ª    |
| 103             | Albert Lagarnier     | 38º             | 174     | Octave Doury        | R 4ª    | 251     | Albert Dupont      | R 2ª    |
| 104             | Alcide Rivière       | 41º             | 175     | Lucien Colin        | 43º     | 252     | Pierre Proy        | NP 4ª   |
| 105             | Joanny Michel        | R 3ª            | 176     | Louis Ondet         | NP 4ª   | 253     | Philippe Cordier   | R 3ª    |
| 108             | Eugène Leroy         | 46º             | 177     | Louis Grasset       | NP 4ª   | 254     | Paul Chauvet       | R 4ª    |
| 109             | Georges Bronchard    | R 3ª            | 178     | Louis Chretiennot   | R 8ª    | 256     | Antony Wattelier   | 28º     |
| 111             | Ernest Garnier       | NP 4ª           | 179     | Raymond Lacot       | NP 4ª   |         |                    |         |
| 112             | Alcide Mornon        | R 6ª            | 182     | Louis Di Maria      | 50º     |         |                    |         |